# Általános helyzet
Az analitikus, illetve algebrai geometria területén az általános helyzet pontokra vagy más mértani objektumra vonatkozó fogalom. Az általános esetre utal, szemben a lehetséges speciálisabb, illetve pontok egybeesésével járó esetekkel. Precíz jelentése esetenként különböző lehet.
Például a síkban két általános helyzetű egyenes (nem párhuzamosak és nem esnek egybe) egy ponton metszi egymást. Hasonlóan, három általános helyzetű pont a síkban nem esik egy egyenesre (nem kollineáris) – ha három pont kollineáris (vagy még inkább, ha közülük kettő egybeesik).
Az általános helyzet az elméleti és az alkalmazott matematika fontos fogalma, mivel az elfajult esetek egyedi kezelést igényelhetnek; például általános tételek vagy más precíz állítások kimondásakor, számítógépes programok írásakor.

## Általános lineáris helyzet
Egy {\displaystyle d}-dimenziós euklideszi térben legalább {\displaystyle d+1} pont halmaza általános lineáris helyzetben (vagy egyszerűen általános helyzetben) van, amennyiben egy hipersík sem tartalmaz {\displaystyle d}-nél több pontot – azaz, a pontok nem elégítenek ki a szükséges számúnál több lineáris relációt. {\displaystyle k<d+1} esetén {\displaystyle k} akkor és csak akkor van általános lineáris pozícióban, ha egyetlen {\displaystyle (k-2)}-dimenziós altér (flat) sem tartalmazza mind a {\displaystyle k} pontot.
Általános lineáris helyzetű pontok halmazát affin függetlennek nevezzük (ez a vektorok lineáris függetlenségének, precízebben a maximális rangnak az affin analógiája), az affin d-térben általános lineáris pozícióban lévő {\displaystyle d+1} pontot pedig affin bázisnak. (Lásd még: affin transzformáció.)
Ehhez hasonlóan, egy n dimenziós vektortérben n vektor akkor és csak akkor lineárisan független, ha az általuk az ({\displaystyle n-1}-dimenziós) projektív térben meghatározott pontok általános lineáris helyzetben vannak.
A nem általános lineáris helyzetben lévő pontokat elfajult esetnek, vagy elfajult elrendezésűnek nevezzük – olyan lineáris relációkat elégítenek ki, amik nem mindig állnak fent.
Egy fontos alkalmazása, hogy öt pont meghatároz egy kúpot, amennyiben a pontok általános lineáris helyzetűek (semelyik három nem kollineáris).

## Még általánosabban
A fenti definíciók tovább általánosíthatók: beszélhetünk algebrai relációk adott osztálya szerinti általános pozíciójú pontokról (pl. kúpszeletek). Az algebrai geometriában gyakran előfordulnak ilyen jellegű feltételek, amennyiben az egyes pontoknak független feltételeket kell meghatározniuk a rajtuk átmenő görbékhez.
Például, öt pont meghatároz egy kúpot, de általános esetben hat pont nem fekszik egy kúpon, tehát a kúpokkal kapcsolatban általános helyzetű pontok esetében elvárt, hogy semelyik hat pont ne legyen rajta ugyanazon a kúpon.
Az általános helyzet alapszintű feltétele, hogy a pontok ne essenek a szükségesnél alacsonyabb szintű variánsba; a síkban két pont ne essen egybe, három pont ne essen egy egyenesbe, hat pont ne essen egy kúpba, tíz pont ne essen ugyanarra a harmadfokú síkgörbére, és így tovább.

## Fordítás
- Ez a szócikk részben vagy egészben a General position című angol Wikipédia-szócikk ezen változatának fordításán alapul.  Az eredeti cikk szerkesztőit annak laptörténete sorolja fel. Ez a jelzés csupán a megfogalmazás eredetét és a szerzői jogokat jelzi, nem szolgál a cikkben szereplő információk forrásmegjelöléseként.